# Hrihorij Szavics Szkovoroda
Hrihorij Szavics Szkovoroda, ukránul: Григорій Савич Сковорода (1722. november 22./december 3. – 1794. október 29./november 9.) ukrán költő, filozófus, zeneszerző.

## Életrajza
Egy ukrán kis faluban, a poltavai Csornuhiban született, tanulmányait a Kijevi Mohilai Akadémián folytatta, ahol nem szerzett végül szakképesítést. Tagja volt a szentpétervári kozák férfikórusnak. 1745-ben jött Magyarországra, Tokajba, ahol öt évig templomi énekes volt egy keleti rítusú kápolnában. Hazatérve költészetet tanított, majd 1753-tól házitanítói állást vállalt. Kovljarban írta első verseit, amelyek később bekerültek az Isteni dalok kertje című kötetbe. Később költészetet, stilisztikát és görög nyelvet tanított. Szabadgondolkodó lévén, több nézeteltérése támadt a harkovi kollégium vezetőségével, ezért kénytelen volt elhagyni a pedagógiai pályát. A '60-as években sok verses és prózában írt mese született tollából. Szkovoroda a következő 25 évet vándorlással töltötte, akkoriban írta filozófiai műveit, esszéit. Meséi Harkovi mesék címmel 1774-ben jelentek meg.
Egyszer Kijevben sétálva Szkovoroda valami rohadt szagot érzett, és azonnal elhagyta a várost. Véletlen egybeesés, de két nap múlva pestisjárvány kezdődött a fővárosban, és a várost bezárták.